# Euplassa glaziovii
Euplassa glaziovii är en tvåhjärtbladig växtart som först beskrevs av Carl Christian Mez, och fick sitt nu gällande namn av Julian Alfred Steyermark. Euplassa glaziovii ingår i släktet Euplassa och familjen Proteaceae. Inga underarter finns listade i Catalogue of Life.